# مهار جاوا تست
مهار تست جاوا یا (جی تی ار ای جی) یک آزمون رگرسیون از فریم ورکی که توسط سان مایکروسیستمز برای تست کردن اجرای منابع پلتفرم جاوا طراحی شده‌است.
اگرچه جی تی ار ای جی در اصل برای اجرای تکنولوژی سازگاری کیت (تی سی کی) برای تست‌های انطباق طراحی شده‌است، برای بررسی انطباق یک پیاده‌سازی جاوا خاص با مشخصات طراحی نشده‌است، بلکه برای آزمایش هر مجموعه رگرسیون برای پلتفرم جاوا طراحی شده‌است.

## تاریخچه
جی تی ار ای جی در سال ۱۹۷۷ ساخته شد زمانی که جی دی کی ۱٫۲ توسعه یافت. در حال توسعه قبل از اینکه جی یونیت، جی تی ار ای در ابتدا با ساختار آزمون جی یونیت سازگار نبود، اما نسخه‌های بعدی یک سازگاری محدود با Junit اضافه کردند، اما نسخه‌های بعدی یک سازگاری محدود با جی یونیت اضافه کردند.

## استفاده در اپن جی دی کی
اپن جی دی کی پیاده‌سازی متن باز زبان برنامه‌نویسی جاوا با استفاده از تست‌های جی تی ار ای حی را برای ارسال قطعات تشویق می‌کند.